# Medal of Honor (jogo eletrônico de 2010)
Medal of Honor é um jogo eletrônico de tiro em primeira pessoa desenvolvido pela Danger Close e EA Digital Illusions CE (DICE) e publicado pela EA Games para Microsoft Windows, PlayStation 3 e Xbox 360 em 12 de outubro de 2010.
Enquanto os títulos anteriores foram ambientados na Segunda Guerra Mundial, Medal of Honor se passa durante a Guerra do Afeganistão. O jogo é vagamente baseado em partes da Operação Anaconda; especificamente, os eventos em torno da Batalha de Roberts Ridge.
Considerado um reboot da franquia, o desenvolvimento de Medal of Honor começou em 2007 após o lançamento de Medal of Honor: Vanguard, Medal of Honor: Airborne e Medal of Honor: Heroes 2. A EA DICE foi recrutada para desenvolver o componente multiplayer do jogo. A campanha single-player de Medal of Honor usa um Unreal Engine 3 modificado, com gráficos, sombras, luzes e partículas mais detalhadas, enquanto o multiplayer usa o Frostbite Engine da série Battlefield. É o primeiro jogo da série Medal of Honor a receber uma classificação "Mature" do ESRB.
Medal of Honor recebeu críticas positivas dos críticos após o lançamento. Os elogios foram direcionados ao envolvente multiplayer, áudio e dublagem do jogo, a campanha single-player explosiva, corajosa e realista, enquanto as críticas foram direcionadas à curta duração da campanha, pequenos problemas técnicos e semelhanças com outras séries de guerra moderna como Call of Duty e Battlefield. O jogo foi um sucesso comercial para a Electronic Arts, vendendo 5 milhões de cópias de outubro a novembro. Uma sequência, Medal of Honor: Warfighter, também desenvolvida pela Danger Close Games, foi lançada em outubro de 2012.

## Jogabilidade
Medal of Honor é um jogo de tiro em primeira pessoa de guerra moderna. A jogabilidade se concentra em retratar operações no Afeganistão.

### Single player
Medal of Honor de 2010 difere das edições anteriores da série Medal of Honor. O jogo rompe com o cenário da Segunda Guerra Mundial dos jogos anteriores da série e, em vez disso, se passa na Guerra do Afeganistão. A ênfase está no realismo do combate moderno. O jogo inclui os tipos de objetivos e tarefas militares da vida real, como invadir esconderijos de terroristas, resgatar reféns e operações secretas. O jogo apresenta novas armas e tecnologia moderna, incluindo a carabina M4A1, fuzil de assalto M16A4, o fuzil de precisão M110, a submetralhadora MP7A1, apontadores laser, visão noturna e o AT4. O single player inclui alguns veículos utilizáveis, como helicópteros, jipes e um quadriciclo.
A modificação do Unreal Engine 3 permite que os jogadores deslizem para cobertura e realizem outras manobras de combate. Um jogador pode ser posicionado em uma das três posições: em pé, agachado ou deitado; cada um afetando a taxa de movimento, precisão e furtividade do personagem. O uso de cobertura ajuda o jogador a evitar o fogo inimigo ou a recuperar a saúde após sofrer danos significativos, já que não há power-ups ou kits de saúde. O jogador também pode deslizar ao longo da cobertura. Quando o jogador sofre dano, as bordas da tela brilham em vermelho. Se o jogador ficar fora do fogo, o jogador pode se recuperar. Se o jogador acertar um tiro na cabeça, um ícone aparecerá na tela. Quando o personagem está dentro do raio de explosão de uma granada, um marcador indica a direção da granada, ajudando o jogador a fugir da granada de fragmentação. Os jogadores podem solicitar munição de companheiros de equipe na campanha para um jogador, embora isso seja limitado.

### Multijogador
O multijogador de Medal of Honor é baseado na experiência do motor Frostbite 1.5 de Battlefield. Possui três classes disponíveis – Rifleman, Special Ops e Sniper. O jogador ganha experiência durante o jogo para subir de nível e desbloquear armas adicionais e acessórios para armas. Por exemplo, no início do jogo, a classe sniper não possui uma mira de atirador adequada disponível, e o jogador deve atingir o nível 3 para desbloquear uma mira de combate. Se um jogador ganhar um certo número de pontos antes de morrer, chamado de cadeia de pontuação, ele terá a escolha de uma ação de suporte ofensivo, como um morteiro ou ataque de míssil, ou uma ação de suporte defensivo, como inteligência ou munição. O jogador não está limitado a uma ação de suporte por vida e pode ganhá-las continuamente.
A jogabilidade apresenta dois lados opostos, a Coalition, geralmente referida pela conversa de batalha do jogo como "Python 1", contra as Forças Opositoras. As tropas da Coalizão usam equipamentos americanos como a pistola M16A4, M4A1, M21, AT4 e M9, enquanto as Forças Opostas representam forças semelhantes ao Talibã e usam equipamentos apropriados como AK-47, AKS-74U, SVD, RPG-7, e pistola "Tariq". Cada arma é projetada para ter uma contraparte em ambas as equipes, embora essa contraparte possa ou não ter as mesmas estatísticas. Inicialmente, as armas são específicas da equipe. No entanto, à medida que o jogador avança, ele desbloqueia armas disponíveis para ambos os lados, além de desbloquear a capacidade de usar armas inimigas. Ao atingir o nível 8 em qualquer classe, o jogador é considerado "Tier 1" e assume uma aparência diferente e, quando morto, o assassino do jogador Tier 1 recebe 5 pontos extras por matar o jogador.
Em 2 de novembro de 2010, a DICE lançou duas DLCs para multiplayer - um tipo de jogo chamado "Hot Zone", que é um modo de estilo rei da colina e outro tipo de jogo chamado "Clean Sweep", um modo do tipo "last-man-standing".
Os servidores online do jogo, juntamente com Medal of Honor: Airborne e Medal of Honor: Warfighter, foram encerrados em 22 de fevereiro de 2023.

## Sinopse

### Personagens e cenário
Medal of Honor se passa no Afeganistão. A maioria dos personagens e equipes utilizam codinomes. O jogo apresenta uma campanha para um jogador, na qual o jogador controlará vários personagens das perspectivas "Tier 1" e "Big Military". O enredo segue vários operadores de nível 1 trabalhando sob a Autoridade de Comando Nacional no Afeganistão durante a Operação Enduring Freedom. Os jogadores assumem o papel de um operador DEVGRU de codinome "Rabbit", o atirador da Força Delta de codinome "Deuce", o Ranger Dante Adams e o artilheiro do helicóptero Apache Brad Hawkins.
A história pode ser baseada em eventos que ocorreram durante a Operação Anaconda em março de 2002, seis meses após o ataques de 11 de setembro de 2001, especificamente a tomada do aeródromo de Bagram, a Batalha de Shah-i-Kot e a Batalha de Takur Ghar.

### Enredo
A história começa no final de 2001 durante os primeiros dias da invasão do Afeganistão. A equipe AFO Neptune, composto por Navy SEALs de Nível 1 DEVGRU com o codinome "Mother", "Voodoo", "Preacher" e "Rabbit", é enviado para se encontrar com um informante afegão chamado Tariq, que tem informações sobre o Talibã em Gardiz. "Neptune" é emboscado por jihadistas chechenos e abre caminho pela vila para recuperar Tariq. Ele os informa que o Talibã e a Al-Qaeda têm uma força significativa de 500 a 1.000 combatentes no Vale Shah-i-Kot. Antes de lidar com eles, porém, "Neptune" tem a tarefa de proteger o aeródromo de Bagram. Com um contingente do ANA. Em março de 2002, o aeródromo foi reaproveitado como base pelas forças da OTAN. O coronel do Exército dos EUA R. Drucker, comandante de todas as forças locais, é um oficial cauteloso e competente em contraste com seu comandante, o general Flagg, um oficial voltado para a carreira que dirige a guerra de seu escritório nos Estados Unidos, que despreza a capacidade das equipes da AFO. Enquanto Drucker planeja usar os agentes de nível 1 para reconhecer as posições insurgentes no vale e depois fazer com que os soldados da Aliança do Norte afegã os eliminem, Flagg desconfia dos habitantes locais e dá ao coronel 24 horas para implantar a 10ª Divisão de Montanha, a 101.ª Divisão Aerotransportada, e o 75º Regimento de Rangers.
Enquanto isso, o AFO Wolfpack, composto por quatro operadores da Força Delta de codinome "Panther", "Vegas", "Deuce" e "Dusty", se infiltra no vale e segue para seu ponto de observação "Clementine" enquanto o AFO Neptune se move para "OP Dorothy". Drucker envia uma força-tarefa de soldados da Aliança do Norte liderada por equipes do Exército SF para eliminar várias posições insurgentes. Flagg, zangado por Drucker ainda não ter implantado a infantaria convencional dos EUA, sem saber ordena que uma tripulação do AC-130 abra fogo contra a força-tarefa afegã/americana. As forças sobreviventes da Aliança do Norte entram em pânico e se retiram, deixando o Coronel sem escolha a não ser implantar os Rangers conforme ordenado. Durante a inserção no Sha-i-kot Valley, os Rangers ficam sob fogo pesado e um Chinook é abatido. Um esquadrão liderado pelo sargento Patterson, composto pelo especialista Dante Adams, cabo Hernandez e o sargento técnico Ybarra do Grupo de Controle Aéreo Tático (TACP), flanqueia as posições inimigas e destrói as metralhadoras. Eles se movem para proteger uma zona de aterrissagem para extração, mas são emboscados por vários insurgentes. Cercado e ficando sem munição, Ybarra envia um rádio para Bagram pedindo reforços, que chegam na forma de um par de Apaches AH-64, salvando-os de serem invadidos. Os apaches se movem pelas montanhas destruindo um arsenal talibã e posições de morteiro inimigas. Ao retornarem à base, uma tripulação de canhão antiaéreo Taliban ZU-23-2 tenta atirar nos helicópteros, mas é morta por um atirador de elite de "Deuce".
"Deuce" e "Dusty" sobem a montanha, eliminando posições inimigas e fornecendo suporte de atirador para AFO Neptune, que está em contato pesado na montanha adjacente, Takur Ghar. Neptune recua sobre a linha do cume e abre caminho até o ponto de extração. "Mother" e "Rabbit" chegam ao helicóptero, mas o Chinook é danificado por fogo inimigo pesado e forçado a deixar "Voodoo" e "Preacher" para trás. Desafiando as ordens para retornar à base, "Mother" e "Rabbit" reinserem à noite, escapando por pouco da morte quando seu Chinook é atacado e cai. Eles procuram "Voodoo" e "Preacher", mas acabam comprometidos e "Rabbit" é gravemente ferido no tiroteio. Os dois pulam de um penhasco na tentativa de escapar da perseguição, mas acabam sendo capturados por insurgentes. De volta a Bagram, o General Flagg se recusa a arriscar perdas adicionais e ordena que eles recuem e reavaliem, condenando os SEALs. Desafiando as ordens, Drucker envia a Força de Reação Rápida Ranger para extrair Neptune.
Durante a aproximação, o QRF Chinook é atingido por fogo pesado e cai. Depois de proteger o local do acidente, Hernandez, Ybarra, Adams e Patterson seguem para a passagem na montanha. Hernandez é ferido ao tentar abrir um buraco de aranha e Ybarra o traz de volta à zona de pouso para tratamento. Adams e Patterson avançam e se unem a "Preacher" e "Voodoo". Depois de enfrentar várias fortalezas inimigas com a ajuda de um drone Predator da CIA, eles finalmente localizam "Mother" e "Rabbit" gravemente ferido. A condição de "Rabbit" piora e, apesar da ajuda de seus companheiros de esquadrão, ele sucumbe aos ferimentos antes que a extração chegue. Ao observar um par de F-15 bombardeando os bunkers insurgentes restantes, "Preacher" coleta um pé de coelho do corpo de "Rabbit"; "Mother" e "Preacher" então notam que a guerra está longe de terminar.
Em um epílogo, "Preacher" e Ajab (um ativo da CIA) conversam em pashto enquanto observam a rua. Eles identificam o homem que estão procurando e se movem para abordá-lo antes que a tela fique preta.

## Desenvolvimento
A EA Los Angeles começou o desenvolvimento de Medal of Honor em 2007 após o lançamento dos três títulos Medal of Honor: Vanguard, Medal of Honor: Airborne e Medal of Honor: Heroes 2. Em vez de buscar outro título da Segunda Guerra Mundial, a EA Los Angeles decidiu levar a série para a era moderna. O jogo era conhecido anteriormente como Medal of Honor: Operation Anaconda. Em julho de 2010, a EA Los Angeles foi renomeada para Danger Close Games para se concentrar no desenvolvimento de jogos da série Medal of Honor. A Danger Close Games consultou soldados das Operações Especiais dos EUA para tornar o jogo realista e fazer os jogadores entenderem o que eles têm que passar como um operador real. A EA DICE, mais conhecida como a criadora da série Battlefield, foi incumbida pela Electronic Arts de desenvolver o modo multiplayer para o jogo. Medal of Honor foi o primeiro jogo da série a receber uma classificação M nos Estados Unidos.
Na Game Developers Conference 2010, foi anunciado que o PS3 seria a principal plataforma de desenvolvimento.
A Electronic Arts lançou chaves beta multijogador para PlayStation 3 e PC em 21 de junho de 2010. O beta do Xbox 360 foi inicialmente adiado, mas acabou sendo lançado em 20 de julho de 2010. O beta apresentava 3 classes de armas diferentes, dois mapas diferentes e dois modos diferentes. A EA anunciou um beta aberto para PC para Medal of Honor, que decorreu de 4 a 7 de outubro de 2010.

## Marketing e lançamento

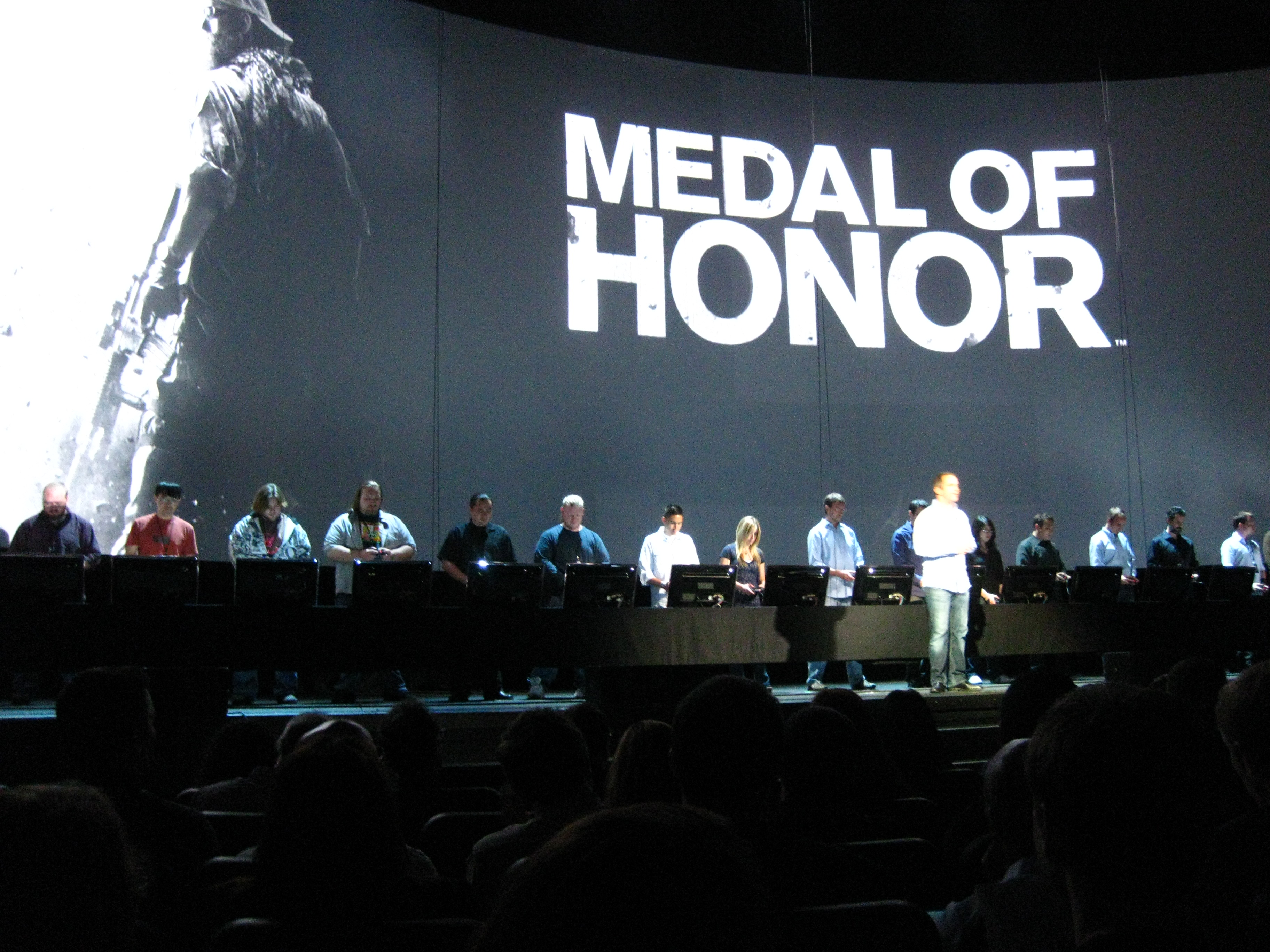
Apresentação de Medal of Honor na E3 de 2010

A canção "New Divide" do Linkin Park foi apresentada no trailer multijogador da E3 de 2010. Outra música do Linkin Park, intitulada "The Catalyst", foi apresentada no trailer final de Medal of Honor lançado em 1º de agosto de 2010. O trailer com a música foi dirigido pelo próprio Joe Hahn. A música foi apresentada nos créditos finais do jogo. A trilha sonora do jogo foi composta pelo compositor indicado ao Emmy Ramin Djawadi, que gravou sua trilha sonora com instrumentos étnicos, eletrônicos e uma orquestra de cordas em Los Angeles. Um álbum da trilha sonora foi lançado no iTunes em 5 de outubro de 2010. Um livro escrito por Chris Ryan foi lançado na época como o jogo e explica a história de fundo do jogo.

### Edições
A versão Limited Edition de Medal of Honor inclui um convite para o Battlefield 3 beta e um token para baixar Medal of Honor: Frontline remasterizado em HD. Frontline está disponível apenas na versão de PlayStation 3. A edição limitada também apresenta conteúdo pronto para uso, como acesso antecipado a armas que podem ser obtidas apenas por meio de atualizações e uma arma de defesa pessoal Heckler & Koch MP7 exclusiva da edição limitada e a metralhadora leve M60.
Após o anúncio da edição limitada, a Danger Close afirmou que lançaria uma edição especial de nível 1 na Europa. A edição Tier 1 custa o mesmo que a Edição Limitada e apresenta os mesmos benefícios da Edição Limitada (incluindo a Chave Beta do Battlefield 3). Além disso, os proprietários da Tier 1 Edition receberão um código para ter acesso à Class Operational Tier 1, "um grupo seleto de soldados para desbloquear a M60 Light Machine Gun". A Tier 1 Edition foi lançada na Europa, em 15 de outubro, para as três plataformas.

## Música
A trilha sonora oficial foi lançada em 28 de setembro de 2010. Uma versão estendida da trilha sonora foi lançada na Medal of Honor Soundtrack Collection (que contém todas as músicas da franquia Medal of Honor lançadas até aquele momento). Esta versão foi lançada em 1° de março de 2011.

## Recepção

### Resposta da crítica
Medal of Honor recebeu críticas geralmente positivas dos críticos, elogiando o multiplayer envolvente do jogo, áudio e dublagem, mas criticando pequenos problemas técnicos e semelhanças com outros jogos, como Call of Duty e a própria série Battlefield da EA. O site de análise agregada Metacritic deu a versão de PlayStation 3 75/100, a versão de Xbox 360 74/100, e a versão para PC 72/100. A Game Informer pontuou o jogo com 7 de 10. A Eurogamer reconheceu que Medal of Honor tem "um acessório multiplayer sólido que deve muito a Bad Company 2", e deu um 8/10. A Joystiq elogiou a experiência para um jogador, mas criticou o poder gráfico do jogo: "A taxa de quadros é instável e o trabalho de textura sem brilho certamente não ajuda", afirmando que o jogo para um jogador é agradável. No entanto, Joystiq afirma que as "impressões iniciais do jogo, juntamente com a óbvia falta de recursos, me dão poucos motivos para abandonar as ofertas multijogador de Call of Duty" e deu 4 de 5 estrelas. De acordo com o analista da Wedbush Securities, Michael Pachter, "as ações [estão] em baixa porque, aparentemente, alguns investidores estão desapontados com essas análises iniciais". Em uma declaração de retorno, a EA lembrou aos investidores que as críticas dos críticos são "altamente subjetivas" e que: "Esta é uma grande conquista, considerando que Medal of Honor está inativo há vários anos. Este é o primeiro ano na reinicialização da franquia. Medal of Honor faz parte de uma estratégia maior da EA para ganhar participação na categoria de shooters. Esta é uma maratona, não uma corrida – o lançamento do Medal of Honor de hoje representa um passo à frente nessa corrida."

### Controvérsia da escolha jogável do Talibã
O modo online criou uma polêmica quando foi revelado que no modo multiplayer de Medal of Honor, os jogadores poderiam jogar como o Talibã. Os desenvolvedores responderam afirmando que a realidade do jogo exigia isso. "A maioria de nós faz isso desde os 7 anos - se alguém é o policial, alguém deve ser o ladrão, alguém deve ser o pirata e alguém deve ser o alienígena", disse Amanda Taggart, gerente sênior de relações públicas da EA, à AOL News. "No multijogador de Medal of Honor, alguém tem que ser o Talibã." O Secretário de Defesa do Reino Unido, Liam Fox criticou o jogo antes de seu lançamento, afirmando que era "chocante que alguém pensasse ser aceitável recriar os atos do Talibã contra soldados britânicos. Nas mãos do Talibã, crianças perderam pais e esposas perderam maridos. É difícil acreditar que qualquer cidadão de nosso país desejaria comprar um jogo tão completamente anti-britânico. Eu pediria aos varejistas que mostrassem seu apoio às nossas forças armadas e banissem este produto de mau gosto."
O ministro da Defesa canadense, Peter MacKay, também criticou o jogo, dizendo que "acha errado que alguém, crianças em particular, esteja fazendo o papel do Talibã" e que "o Canadá e seus aliados lutaram por muito tempo no Afeganistão e "não é um jogo". Alguns veteranos dinamarqueses ficaram chocados com o jogo que acontece na província de Helmand, onde as tropas dinamarquesas estão estacionadas. A ministra da Defesa dinamarquesa, Gitte Lillelund Bech, achou isso "de mau gosto" e apóia os veteranos dinamarqueses que se opõem ao jogo. No entanto, ela disse que não legislará sobre o assunto e confia na capacidade da juventude dinamarquesa de discriminar entre o certo e o errado. Vários ramos das forças armadas dos Estados Unidos, incluindo a Marinha dos EUA e o Exército dos EUA e os Serviços de Troca da Força Aérea proibiram a venda do jogo em todas as bases militares dos Estados Unidos em todo o mundo, mas o pessoal militar ainda poderia comprar o jogo fora da base. A razão dada por um porta-voz da Marinha dos Estados Unidos foi que é, "por respeito aos homens e mulheres servindo e suas famílias."
Devido à pressão de vários oficiais militares e organizações de veteranos, a palavra "Taliban" foi removida da parte multijogador do jogo e substituída pelo termo "Força de oposição". A campanha singleplayer, bem como a jogabilidade geral, não foram afetados pela mudança. Porém, mesmo com essa mudança, o jogo ainda não era vendido em bases militares. O comandante da AAFES, major-general Bruce Casella, disse: "Em respeito aos tocados pelos eventos em andamento da vida real apresentados como um jogo, o Exchanges não oferecerá este produto." Ele continuou: "Espero que as famílias de militares que estão autorizadas a comprar na Bolsa estejam cientes e compreendam a decisão de não realizar esta oferta específica".

### Vendas
Na época do lançamento, Medal of Honor tinha o maior número de pré-encomendas da série. Em 19 de outubro de 2010, a GameSpy informou que o jogo superou 1,5 milhão em vendas na primeira semana e vendeu 2 milhões de cópias na segunda semana. Foi muito bem sucedido no Reino Unido, estreando em #1 na parada de vendas do Reino Unido, superando FIFA 11 e Just Dance 2. Nos Estados Unidos, Medal of Honor foi o terceiro jogo mais vendido em outubro atrás de NBA 2K11 e Fallout: New Vegas. Em 1º de fevereiro de 2011, a EA informou que a reinicialização de Medal of Honor foi um sucesso comercial com mais de 5 milhões de cópias vendidas de outubro a novembro junto com Need for Speed: Hot Pursuit. "Está em um rápido aumento nos últimos dois anos, já que colocamos títulos de alta qualidade cada vez mais altos nas paradas, particularmente na Europa, mas também na América do Norte", disse John Riccitiello, CEO da EA, durante a chamada de lucros do terceiro trimestre do editor. O jogo foi posteriormente lançado como parte de três linhas de orçamento: Greatest Hits e Platinum Range para o PlayStation 3 e Platinum Hits para o Xbox 360.

## Sequência
Uma sequência de Medal of Honor, Medal of Honor: Warfighter foi lançada em 23 de outubro de 2012. A sequência recebeu críticas mistas e foi um fracasso comercial.